# Хупер, Николас
Ни́колас Ху́пер (англ. Nicholas Hooper, род. 1952, Лондон) — британский композитор, пишущий музыку для кино и телевидения. Наиболее известен своими саундтреками к фильмам «Гарри Поттер и Орден Феникса» и «Гарри Поттер и Принц-полукровка».

## Творчество и достижения
Николас Хупер родился в 1952 году в Великобритании. Является одним из популярнейших кинокомпозиторов Европы. Он написал музыку более чем к 250 теле- и кинофильмам, как к документальным, так и к художественным. Хупер имеет репутацию композитора, который создаёт оригинальную, красочную и вдохновляющую музыку.
Его произведения удостоились нескольких важных наград и номинаций. В 2004 году он был награждён премией BAFTA за музыку к фильму «А вот и гости!» в номинации «Лучший саундтрек». На эту же премию он был номинирован за телефильмы «Дороги, которые мы выбираем» в 2001 году, «Большая игра» в 2003 году, и «Девушка из кафе» в 2005 году. За написанную им музыку к документальным фильмам Николас был неоднократно награждён премией «Золотая панда», отмечающей международные достижения в документалистике. Например, в 1998 году он выиграл «Панду» за фильм BBC «Земля тигров».
В том же 1998 году Хупер получил несколько наград за музыку к фильму «Истец Тичборн», а в 2002 году был премирован за фильм «Сердце моё», где в главной роли сыграла Хелена Бонэм Картер.
Его последние наиболее значительные работы — саундтреки к пятому и шестому фильмах о мальчике-волшебнике Гарри Поттере — «Гарри Поттер и Орден Феникса» и «Гарри Поттер и Принц-полукровка». В 2010 году за музыку к шестому фильму потеррианы Николас был номинирован на премию «Грэмми».
Несмотря на возросшую популярность, которая появилась благодаря работе с поттерианой, Николас Хупер отказался сочинять музыку для последних двух фильмов о Гарри Поттере. Композитор мотивировал это тем, что очень устал за последнее время и мало времени проводил с семьёй.

## Фильмография
| Название фильма/Год                                                     | Студия/Режиссёр/Продюсер/Главные роли | Награды/Номинации |
| ----------------------------------------------------------------------- | --- | --- |
| «Африканские кошки» (2011)                                              | Walt Disney Pictures Режиссёр: Аластер Фотергилл, Кит Шолей Продюсер: Кейт Шолей                                                         | |
| «Да, Вирджиния», 2009                                                   | | |
| «Энид», 2009                                                            | Carnival Films / Би-би-си Режиссёр: Джеймс Хоуз Продюсеры: Ли Моррис, Салли Вудвард Джентл В ролях: Хелена Бонэм Картер                  | |
| «Гарри Поттер и Принц-полукровка», 2009                                 | Warner Bros. Режиссёр: Дэвид Йейтс Продюсеры: Дэвид Хейман, Дэвид Баррон В ролях: Дэниел Рэдклифф, Эмма Уотсон, Руперт Гринт             | Номинация на премию «Грэмми» за лучший альбом, являющийся саундтреком к фильму, телевидению или другому визуальному медиа, Премия RAFA за лучшую музыку для кинофильма |
| «Эйнштейн и Эддингтон», 2008                                            | Home Box Office Режиссёр: Филипп Мартин Продюсер: Марк Пибус В ролях: Дэвид Теннант, Энди Сёркис                                         | |
| «Гарри Поттер и Орден Феникса (фильм)», 2007                            | Warner Bros. Режиссёр: Дэвид Йейтс Продюсеры: Дэвид Хейман, Дэвид Баррон В ролях: Дэниел Рэдклифф, Эмма Уотсон, Руперт Гринт             | |
| «Мо Мовлам»                                                             | Granada Television / C4, Режиссёр:: Филипп Мартин, Продюсер: Лиза Гилхрист                                                               | |
| «Принадлежащий»                                                         | BBC Wales, Режиссёр:: Риз Ровис, Сценарий: Джейсон Саттон                                                                                | |
| «Главный подозреваемый», 2006                                           | ITV Режиссёр: Филипп Мартин Продюсеры: Эндрю Бенсон, Ребекка Итон, Энди Хэррис В ролях: Хелен Миррен                                     | Премия BAFTA TV за лучшую оригинальную музыку для телевидения |
| «Дело Чаттерлей», 2006                                                  | BBC Режиссёр: Джеймс Хейвс Продюсер: Карен Льюис                                                                                         | |
| «Моя семья и другие звери», 2005                                        | BBC Режиссёр: Шери Фолксон, Продюсер: Симон Левис, В ролях: Имельда Стонтон                                                              | |
| «Девушка из кафе», 2005                                                 | Tightrope Pictures Режиссёр: Дэвид Йейтс Продюсеры: Хилари Джонс, Джули Гарднер Исполнительный продюсер: Ричард Кёртис В ролях: Бил Найи | Номинация на BAFTA TV за лучшую оригинальную музыку для телевидения |
| «Мессия», 2004                                                          | BBC/Paramount Pictures Режиссёр: Дэвид Друри Продюсеры: Сэнна Уоленберг, София Гардинер В ролях: Кен Стотт                               | |
| «А вот и гости!», 2003                                                  | BBC Film Режиссёр: Дэвид Йейтс Продюсер: Кристофер Холл В ролях: Джим Бродбент                                                           | Премия BAFTA TV за лучшую оригинальную музыку для телевидения Номинация на BAFTA TV за лучшего актёра Премия Ivor Novello за лучшую оригинальную музыку                |
| «Большая игра», 2003                                                    | BBC, Режиссёр: Дэвид Йейтс Продюсер: Хиллари Джонс В ролях: Билл Найи, Джон Симм                                                         | Номинация на BAFTA TV за лучшую оригинальную музыку для телевидения |
| «Сердце моё», 2002                                                      | Martin Pope Productions/BBC Films, Режиссёр: Тадеус О'Салливан Продюсер: Мартин Поп, В ролях: Хелена Картер, Оливия Уильямс, Пол Беттани | |
| «Дороги, которые мы выбираем», 2001                                     | Deep Indigo Productions/BBC Режиссёр: Дэвид Йейтс Продюсер: Найджел Стаффорд-Кларк В ролях: Дэвид Суше                                   | Номинация на BAFTA TV за лучшую оригинальную музыку для телевидения |
| «Особые тигры» (серия документальных фильмов «Natural World»), 2000     | BBC | Премия «Golden Panda» за лучшую музыку для телевидения |
| «Слоны Реки Песка» (серия документальных фильмов «Natural World»), 2000 | BBC | Премия «Golden Panda» за лучшую музыку для телевидения |
| «Воины-обезьяны» (серия документальных фильмов «Natural World»), 2000   | BBC | Премия «Golden Panda» за лучшую музыку для телевидения |
| «Истец Тичборн», 1998                                                   | Bigger Picture Company Режиссёр: Дэвид Йейтс                                                                                             | |
| «Земля тигров», 1985                                                    | BBC | Премия «Golden Panda» за лучшую музыку для телевидения, Премия Royal Television Society за лучшую музыку для телевидения                                               |